# 科隆比-昂盖尔尼
科隆比-昂盖尔尼（法語：Colomby-Anguerny，法語發音：[kɔlɔ̃bi ɑ̃ɡɛʁni]）是法国卡尔瓦多斯省的一个市镇，属于卡昂区。该市镇于2016年由原市镇科隆比叙塔昂和昂盖尔尼合并而成，行政中心位于昂盖尔尼。

## 地理
科隆比-昂盖尔尼（49°15'57"N, 0°23'54"W）面积5.61 平方千米，位于法国诺曼底大区卡爾瓦多斯省，该省份为法国西北部沿海省份，北濒大西洋英吉利海峡，东北与滨海塞纳省以海上边界相接，东临厄尔省，南至奧恩省，西与芒什省接壤。
与科隆比-昂盖尔尼接壤的市镇（或旧市镇、城区）包括：巴利、杜夫尔-拉代利夫朗德、马蒂厄、阿尼西、塔昂。
科隆比-昂盖尔尼的时区为UTC+01:00、UTC+02:00（夏令时）。

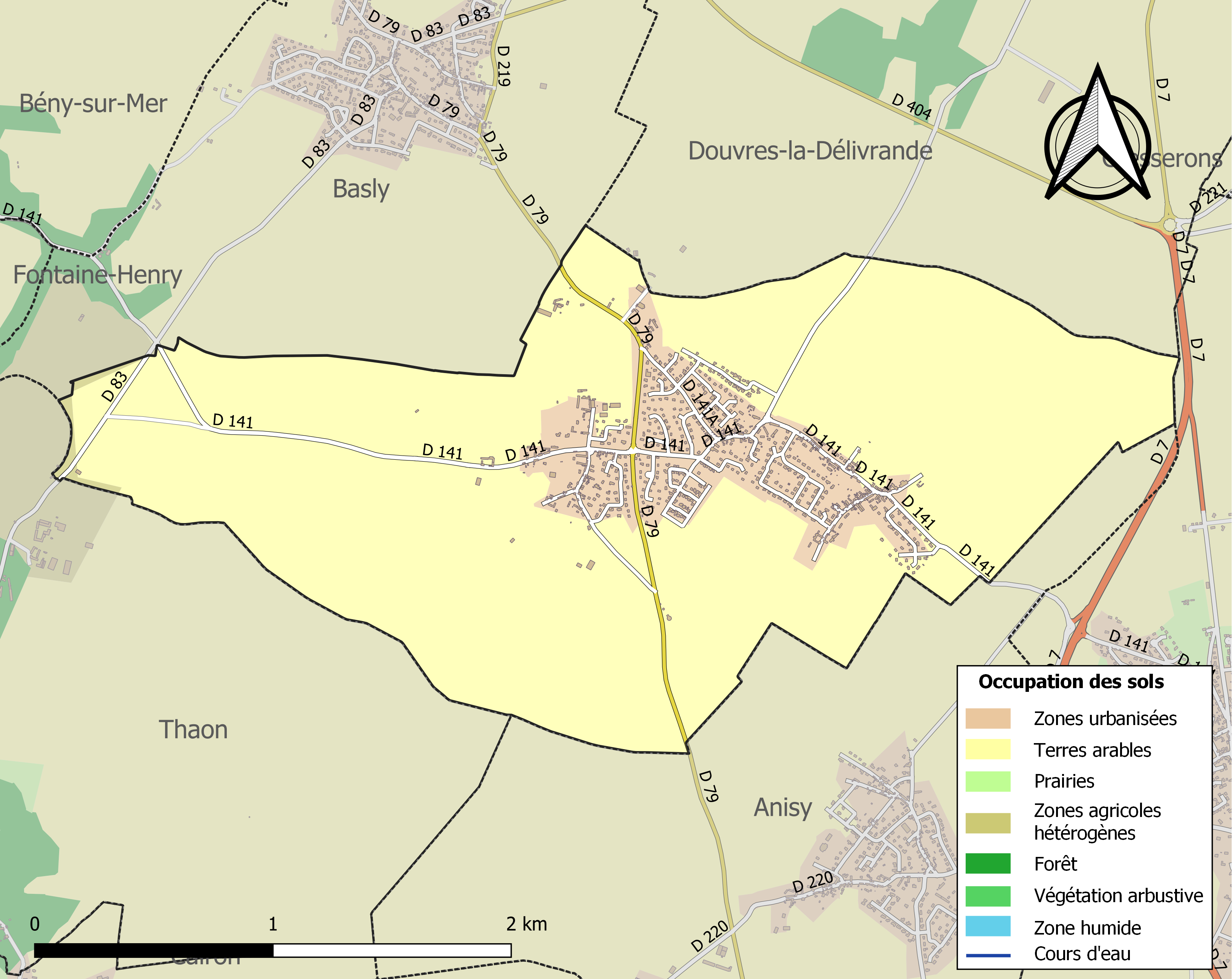
科隆比-昂盖尔尼的OSM定位图

## 行政
科隆比-昂盖尔尼的邮政编码为14610，INSEE市镇编码为14014。

## 政治
科隆比-昂盖尔尼所属的省级选区为滨海库尔瑟勒县。

## 人口
科隆比-昂盖尔尼于2022年1月1日时的人口数量为1356人。